# Hypsiboas wavrini
Hypsiboas wavrini là một loài ếch thuộc họ Nhái bén.
Loài này có ở Brasil, Colombia và Venezuela, có thể có ở Bolivia và Guyana.
Môi trường sống tự nhiên của chúng là rừng ẩm vùng đất thấp nhiệt đới hoặc cận nhiệt đới, đầm nước nhiệt đới hoặc cận nhiệt đới, xavan ẩm, và sông ngòi.
Chúng hiện đang bị đe dọa vì mất môi trường sống.